# 緬尼托巴省省長
緬尼托巴省省長（英語：Premier of Manitoba）是加拿大緬尼托巴省的政府首腦。省長往往是省議會多數黨領袖，並由緬尼托巴省省督正式委任，成為省政府行政會議（即内閣）的主席。
現任省長為瓦布·吉纽；他於2023年10月3日赢得2023年曼尼托巴省大選，是曼尼托巴省及全加拿大的首位第一民族省长 。而前任省長希瑟·史蒂芬森是該省设立以来第一位女性省长。